# Кијево (Клина)
Кијево (алб. Kijevë) је насеље у општини Клина, Косово и Метохија, Република Србија. Кијево је као сеоска општина 1928. године имало 369 домова и 2961 становника. Припадало је 1928. срезу Подримском а области Косовској.
Овде се налази Црква Светог Николе у Кијеву.

## Становништво
| Демографија | Демографија | Демографија |
| Година      | Становника  | Становника  |
| ----------- | ----------- | ----------- |
| 1948.       | 779         |             |
| 1953.       | 836         |             |
| 1961.       | 996         |             |
| 1971.       | 1.317       |             |
| 1981.       | 1.521       |             |
| 1991.       | 1.672       |             |